# NGC 6546
NGC 6546 este o galaxie situată în constelația Săgetătorul. A fost descoperită în 27 iunie 1837 de către John Herschel. Se află la o distanță de 938 de parseci de Pământ.